# Wat Yannasangwararam

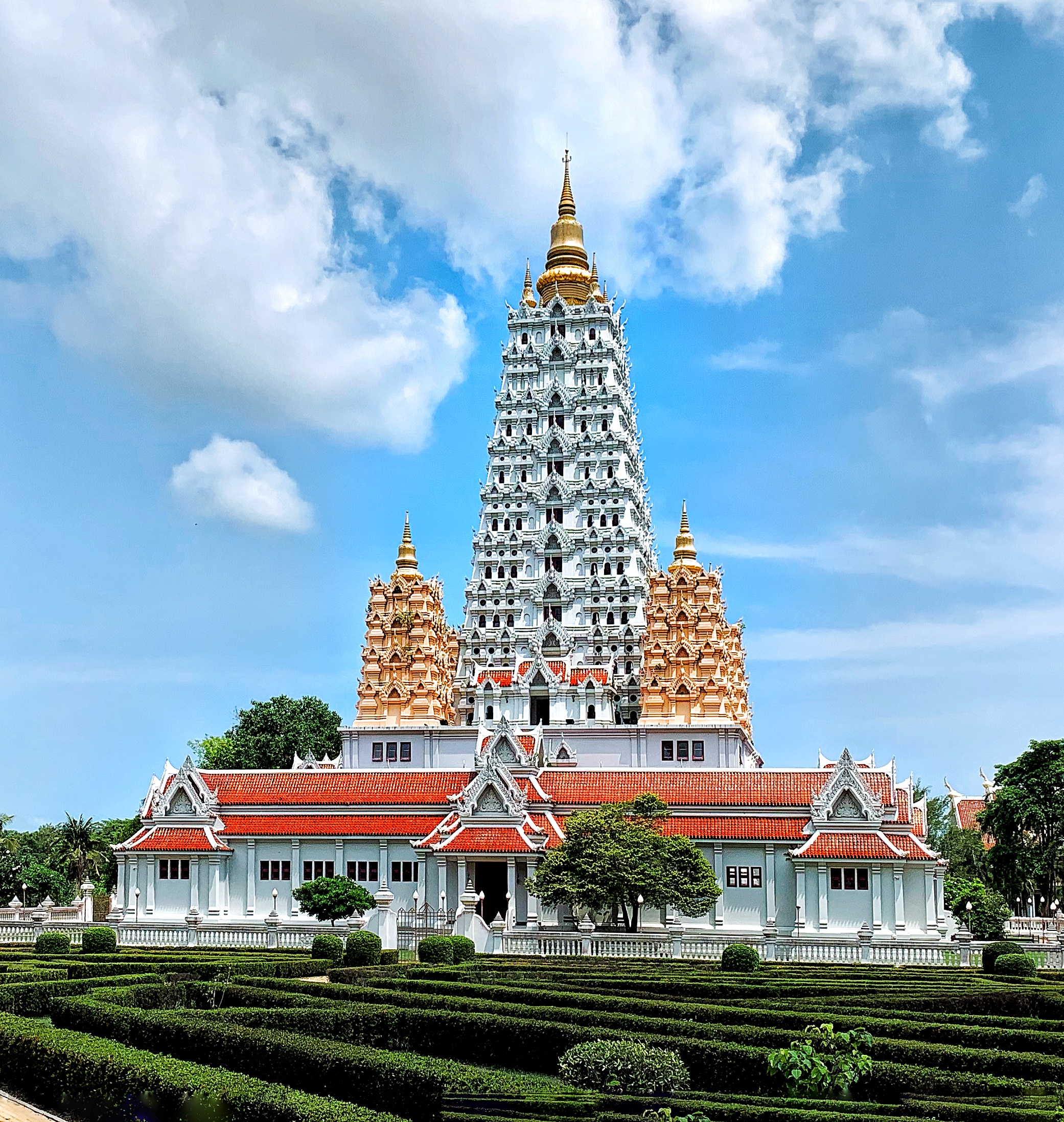
Wat Yannasangwararam, Tempel im indischen Stil

Der Wat Yannasangwararam Woramahawihan (Thai: วัดญาณสังวรารามวรมหาวิหาร, Aussprache: [wát jaːnnáʔsǎŋwáʔraːraːm], auch Wat Yansangwararam oder Wat Yan Sangwararam, kurz: Wat Yan) ist ein buddhistischer Tempel (Wat) in der Provinz Chonburi.

## Lage
Wat Yannasangwararam liegt im Tambon Huai Yai, Landkreis (Amphoe) Bang Lamung der Provinz Chonburi in der Ostregion Zentralthailands.

## Geschichte und Bedeutung

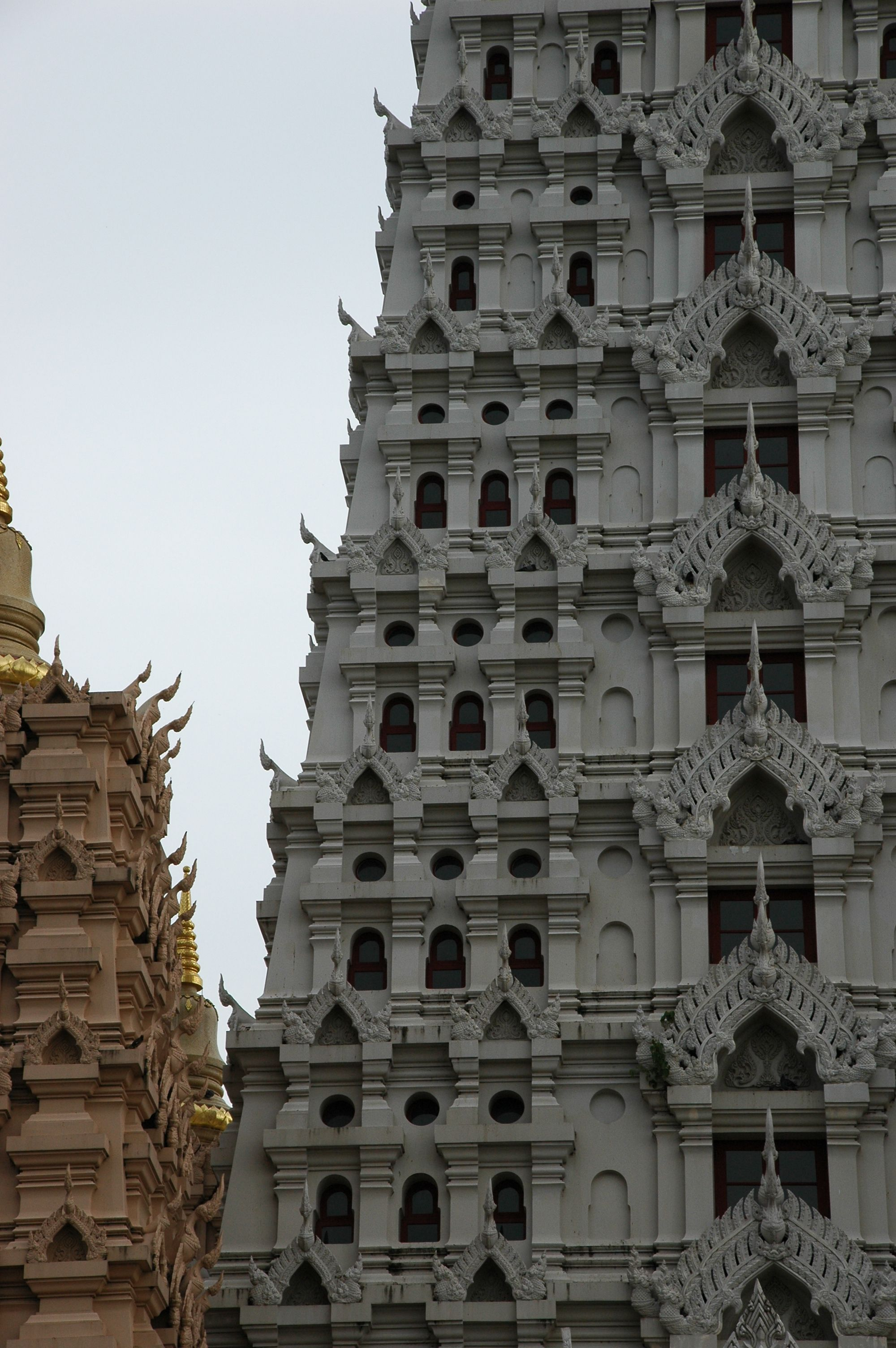
Tempel im indischen Stil, Detail

Wat Yannasangwararam ehrt das Andenken der Könige Naresuan des Großen (1590–1605) und Taksin des Großen (1767–1782), die beide das Königreich Siam gegen die Angriffe der Birmanen verteidigt hatten. Der Tempel, der erst 1976 fertiggestellt wurde, ist ein wichtiges Zentrum des Thammayut-nikai, eines Ordens der buddhistischen Theravada-Mönche in Thailand. Hier wird besonders der Oberste Mönchspatriarch Somdet Phra Nyanasamvara (1913–2013) verehrt. Der Wat ist außerdem ein Königlicher Tempel Erster Klasse und steht seit 1982 unter dem Patronat von König Bhumibol Adulyadej. Der König soll die bauliche Erweiterung des Tempels mit mehr als 270 Millionen Baht unterstützt haben.
Im Tempel finden sich neben einer Schule und einem Krankenhaus auch Aufzucht- und Pflegestationen für gefährdete Wildtiere.

## Wichtige Gebäude
Auf dem weitläufigen Tempelgelände, das mit reicher tropischer Vegetation begrünt ist und dessen Garten- und Parkanlagen von etlichen kleinen Bachläufen und Karpfenteichen aufgelockert sind, finden sich auf sieben kleinen Hügeln – eingebettet zwischen einen See und der von einem Pavillon bekrönte Bergkuppe des Buddha Pada Hill – zahlreiche und deutlich unterschiedliche Gebäude:
- Auf dem Buddha Pada Hill steht – weithin sichtbar – ein Mandapa im Khmer-Stil, in welchem sich ein Fußabdruck Buddhas befindet. Der Pavillon ist über eine 288-stufigen Treppe direkt vom tieferliegenden Tempelgelände aus zu erreichen. Von hier aus bietet sich neben einem hervorragenden Blick über die Anlagen auch – weiter in westlicher Richtung – einer bis hin zur Küste des Golfs von Thailand.
- In einem weißen, etwa 40 Meter hohen Chedi, dessen mit bunt bemalten Stuckaturen verziertes Inneres in drei Etagen zugänglich ist, werden Reliquien von Buddha und einigen seiner Schüler aufbewahrt.
- Am und im See finden sich unter anderem ein Holzhaus im Stil eines Schweizer Chalet, sowie Schreine in indischem, japanischem und chinesischem Stil.
- In den weitläufigen Parkanlagen des Areals sind zahlreiche Statuen von hochverehrten Mönchen und außerdem ein Bronzestandbild von König Bhumibol Adulyadej zusammen mit seiner Mutter (Sri Nagarindra) aufgestellt.
- Das eindrucksvollste Gebäude der Anlage ist jedoch zweifellos ein bereits aus der Ferne sichtbarer Tempel. Einem weitgehend schmucklosen, zweistufigen Gebäude von quadratischem Grundriss, das etwa einer kreuzgangförmigen Wandelhalle entspricht, ist zentral ein mit reicher Steinmetzarbeit verzierter, hellgrauer Gopuram aufgepfropft, der hier allerdings nicht (wie es in der indischen Sakralarchitektur üblich ist) als Torturm dient. Er wird von vier niedrigeren Türmen umfasst, die ebenfalls reich verziert und in einem rötlichen Sandstein-Farbton ausgeführt sind. Alle fünf Türme sind auf der obersten Stufe von goldenen Chedis bekrönt – wobei dem Chedi, welcher den höheren und zentral stehenden Turm abschließt, wiederum vier kleinere Chedis beigestellt sind.

## Chinesischer Palast
Am südöstlichen Ufer des Sees, gegenüber dem Wat Yannasangwararam, liegt der chinesische Palasttempel Viharnra Sien (Wohnsitz der Götter) oder Anek Kusala Sala. Er wurde 1993 von der thai-chinesischen Bevölkerung erbaut und dem König gewidmet. Das Gebäude ist mehr Museum als Tempel, in welchem Kunst- und Kultgegenstände, Antiquitäten und religiöse Statuen aus China und Thailand ausgestellt sind – unter anderem werden hier Repliken von Tonfiguren der weltberühmten Terrakottaarmee aus Xi’an.

## Monumentales Buddha-Bildnis

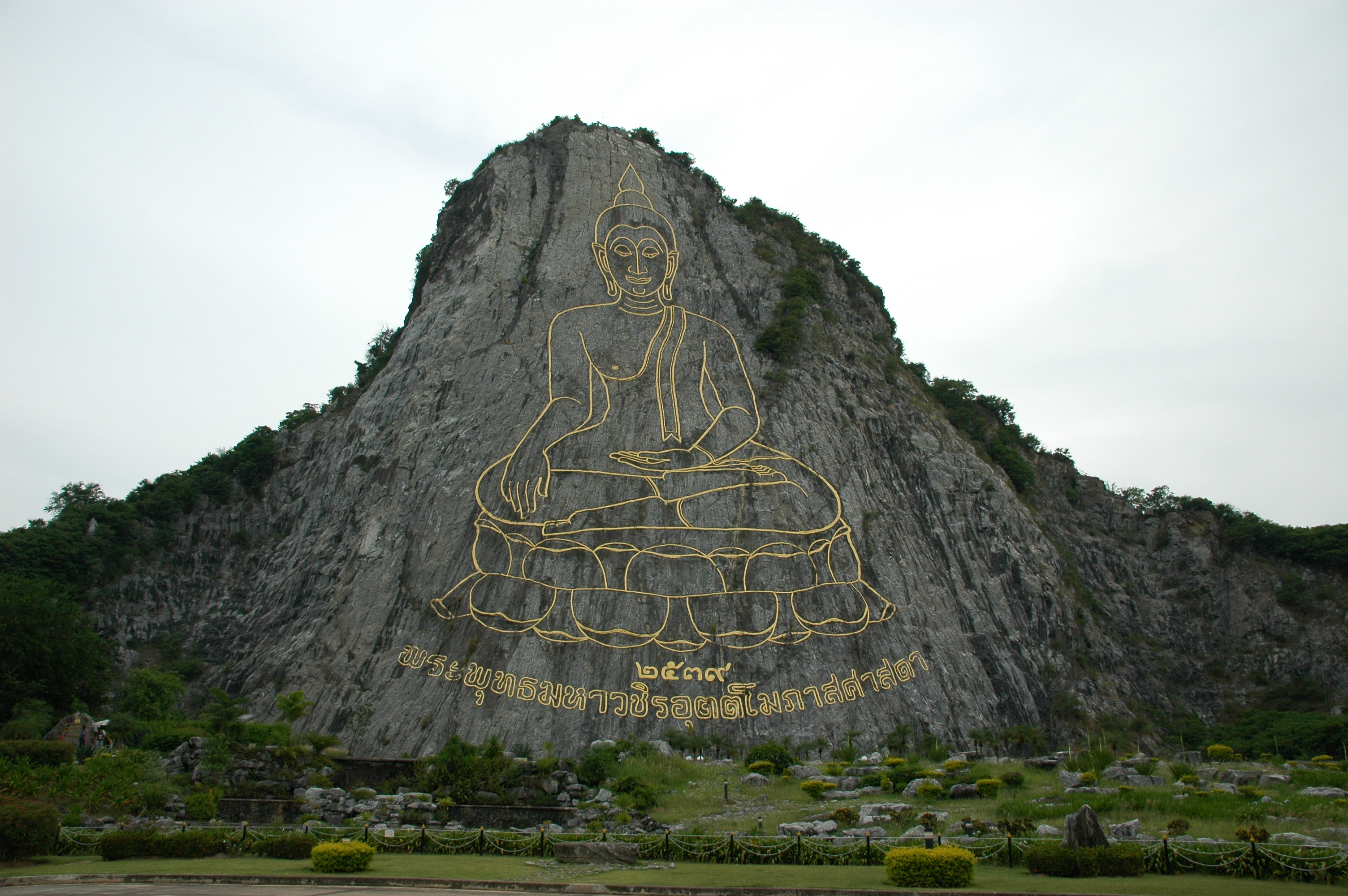
Khao Chi Chan, Monumentales Buddha-Bildnis

Bei dem mit Phra Puttha Maha Wachira Uttamopat Satsada (in Thai: พระพุทธมหาวชิรอุตตโมภาสศาสดา) bezeichneten Kunstwerk handelt es sich um einen mit Laser in die künstlich geglättete Nordwestwand des Felsens mit dem Namen Khao Chi Chan eingebrachte und anschließend vergoldete monumentale Umrisszeichnung eines sitzenden Buddhas. Es wurde zum 50-jährigen Jubiläum der Thronbesteigung von Bhumibol Adulyadej im Jahre 1996 errichtet, soll aber bereits zwei Jahrzehnte zuvor vom König angeregt worden sein. Der Buddha im Sukhothai- und Lanna-Stil ist 130 Meter hoch und an seinen Knien 70 Meter breit; es soll sich um das weltweit größte Buddha-Bildnis handeln. Die Umrisse wurden an lediglich zwei Tagen gelasert, aber dann dauerten die Vergoldungsarbeiten mehrere Monate. Die Baukosten betrugen mehr als 160 Millionen Baht. In einem schön angelegten Park vor dem monumentalen Buddha-Bildnis laden mehrere kleine Pavillons zur Meditation ein.
Der umgangssprachlich als Buddha Mountain bezeichnete Khao Chi Chan (auch: Khau Chee Chan oder Khao Chinchan, Thai: ขาชีจรรย์, etwa Berg der Nonne Tschan) liegt nur wenige Kilometer südöstlich des Wat Yannasangwararam. Der Berg, nicht aber das Buddha-Bildnis, ist von höher gelegenen Positionen in Pattaya (etwa vom dortigen Buddha Hill, vom Pattaya Park Tower oder von den Anhöhen Ko Lans) recht gut zu erkennen.